# Personnages de Myst
 (juin 2018).
Si vous disposez d'ouvrages ou d'articles de référence ou si vous connaissez des sites web de qualité traitant du thème abordé ici, merci de compléter l'article en donnant les références utiles à sa vérifiabilité et en les liant à la section « Notes et références ».

Les personnages de Myst sont issus de la série de jeux vidéo homonyme et des romans qui développent son univers.

## Famille d'Atrus
| Gehn l'ancien | ∞      | inconnu |        |               |              |                    |
|               | \|     |         |        |               |              |                    |
|               | Kahlis | ∞       | Tasera |               |              |                    |
|               |        | \|      |        |               |              |                    |
|               |        | Aitrus  | ∞      | Ti'ana (Anna) |              |                    |
|               |        |         | \|     |               |              |                    |
|               |        |         | Gehn   | ∞             | Keta (Leira) |                    |
|               |        |         |        | \|            |              |                    |
|               |        |         |        | Atrus         | ∞            | Catherine (Katran) |
|               |        |         |        |               | \|           |                    |
|               |        |         |        | Achenar       | Sirrus       | Yeesha             |

### Atrus
Atrus est un quart D'ni, dont le père Gehn est à moitié D'ni et la mère Keta est humaine.
Atrus est l'un des derniers D'ni à posséder le grand art de l'Écriture.
Il a épousé Catherine (Katran), une habitante de Riven, avec qui il a eu trois enfants : Sirrus, Achenar et Yeesha.
Atrus est né à la Faille du Désert. Ses parents sont Gehn et Keta, et cette dernière est morte en mettant le bébé au monde. Après ce décès, Gehn part sans même avoir donné un nom à son fils. Il reste seul avec sa grand-mère Anna qui le baptise Atrus en mémoire de son défunt mari.
Anna éveille l'esprit d'Atrus et en fait un garçon très curieux et passionné par la science. Il mène une vie paisible avec sa grand-mère jusqu'à ce que Gehn revienne subitement le chercher. L'arrachant à sa grand-mère, le coupant de tout contact avec elle, Gehn emmène Atrus vivre à K'veer, dans l'ancienne cité D'ni. Il lui apprend l'Art de l'Écriture.
Après que Gehn lui eut fait visiter des Âges qu'il avait créés, Atrus fut profondément déçu et en colère contre son père : il faisait des Âges dans le seul but d'en avoir beaucoup, et ne se souciait pas du danger dans lequel il pouvait mettre leurs habitants. De plus, Gehn écrivait ses Âges seulement en recopiant d'anciens livres, sans laisser parler son imagination.
Suivit un conflit entre Atrus et Gehn, pendant lequel Gehn prévit de se marier sur Riven avec Catherine, la fiancée de son fils. Mais les efforts de cette dernière et d'Anna permirent de vaincre Gehn et d'unir les deux jeunes promis. Ils s'installèrent sur l'Âge de Myst, créée par Anna et Catherine, où ils vécurent avec Sirrus, Achenar et Anna.
Les éléments précédemment cités sont tirés de Myst : le Livre d'Atrus.

### Sirrus
Sirrus est le deuxième fils d'Atrus, plus jeune de trois ans qu'Achenar.
Contrairement à l'idée que se fait son père de l'Écriture, Sirrus y voit une source infinie de profit personnel. En voyageant à travers les Âges écrits par son père, il découvre des richesses et des peuples qu'il rêve de posséder et de dominer. Au début cité comme intelligent et mystérieux, il semble finir comme possédé par la soif du profit. 
Avec l'aide de son frère, il emprisonne son père sur D'ni et en profite pour piller les Âges de la bibliothèque de l'île de Myst.
Or sa cupidité finira par le perdre et il est fait prisonnier sur Spire, un Age vide et froid, écrit par Atrus afin de protéger sa bibliothèque des voleurs, sans se douter qu'un jour son propre fils y serait prisonnier. Sirrus y demeure vingt ans, au cours desquels il s'attache à survivre dans ce monde hostile, jusqu'à ce qu'il parvienne enfin à s'échapper de sa prison. 
Mais à sa sortie de Spire, il n'a plus toute sa tête. La solitude change un homme. Sa tête est emplie d'idées viles et sadiques dans l'unique but d'assouvir sa vengeance. Il finira dans le désir de tuer ses parents.

### Achenar
Achenar est le frère aîné de Sirrus, et le premier des trois enfants d'Atrus. Né sur l'île de Myst, il va, comme son frère, voir dans les mondes de son père une source infinie pour assouvir sa cruauté. En dépit de l'enseignement respectueux d'Atrus, Achenar développe un goût prononcé pour le sang et la torture de peuples innocents. Mais son instabilité mentale et sa cruauté finissent par le perdre et, dans son désir irraisonné de domination, il se retrouve prisonnier sur Haven, un Age hostile dominé par une jungle à la faune aussi riche que menaçante. Achenar réussit malgré tout à s'adapter à ce monde dominé par la loi du plus fort, pendant les vingt années de son emprisonnement. Son comportement finit progressivement par changer, et, incessamment tourmenté par les cauchemars, il prend conscience de la gravité de ses fautes, fautes qu'il tentera de racheter une fois libre.

### Yeesha
Yeesha est la fille d'Atrus dans le monde imaginaire de Myst III: Exile.
Elle naît pendant la période où Atrus écrivait Releeshahn. Dix ans plus tard, elle apprend l'Écriture D'ni. Son frère Sirrus conçoit alors un plan pour sortir de son Âge Prison de Spire, puis l'enlever et l'emmener à Sérénia. Là, son esprit rentrera dans le corps de Yeesha. L'Ami d'Atrus et Achenar arrivent à temps et parviennent à sauver Yeesha, mais Achenar se sacrifie.
À l'adolescence, Yeesha part de Tomahna. Il s'ensuit une longue période à la Faille, jusqu'aux évènements de Uru et la libération des Bahro.

### Gehn

#### Enfance
Gehn naît de l'union d'Aitrus (D'ni) et de Ti'ana (humaine) à D'ni, un peu avant sa chute. À sa naissance, il souffre de problèmes à l'estomac. Les médecins étant impuissants, c'est finalement sa mère qui le guérit.
À quatre ans, il rentre dans la guilde des fabricants d'encre. Le jeune Gehn supporte mal le fait d'être séparé de ses parents, surtout de sa mère. Cependant, la découverte du secret de l'encre D'ni le passionnera et le rend admiratif de la civilisation de son père.
Gehn a huit ans lorsque D'ni est décimée : Ti'ana l'emmène alors à Gemedet, un Âge qu'elle a écrit. Au moment de retourner vers la surface comme Aitrus le souhaite, Gehn et Ti'ana sont pris en otages par A'gaeris sur K'veer, où Aitrus l'attend. Les deux ennemis partent s'affronter sur Ederat, l'Âge de Veovis, où ils meurent tous les deux. Gehn et Ti'ana sont donc contraints de remonter à la surface, dans la Crevasse. Gehn tiendra toute sa vie sa mère responsable de ces évènements, et gardera contre elle une rancœur permanente. C'est pourtant elle qui l'élève et le protège dans le désert : un endroit qu'elle connaît bien puisqu'elle y a elle-même grandi. De cet épisode dans le désert, on sait juste que Ti'ana a des difficultés à imposer son autorité sur Gehn.
À 14 ans, Gehn quitte la fissure et explore la surface. Il rencontre Keta (aussi appelée Leira) dans un village voisin, et il l'épouse peu après. Keta fait partie de la tribu humaine Amad, à laquelle Gehn donne des origines D'ni (non confirmées). 5 ans plus tard, alors qu'elle est tombée malade, Gehn décide de retourner voir sa mère, mais trop tard : Keta meurt en accouchant d'un garçon. Gehn, bouleversé par la mort de sa femme, ne prend même pas la peine de le nommer et l'abandonne à sa mère, Ti'ana. Celle-ci l'appelle Atrus, en référence à son grand-père (comme le voulait probablement la culture D'ni). Gehn retourne alors à D'ni.

#### Sa vie à D'ni
Une fois à D'ni, il trouve des livres vierges (Kortee'nea) en visitant la ville en ruines. Il commence alors à rédiger quelques Âges, tous instables. Au bout de six ans passés sur D'ni, il parvient à écrire un Âge à peu près stable, son Cinquième Âge. Dans tous ses âges (instables), il s'autoproclame Dieu et maître.
Huit ans après avoir écrit Riven, Gehn retourne voir son fils Atrus, alors âgé de 14 ans, chez Ti'ana. Il emmène Atrus à D'ni, où il l'initie à l'Art de l'Écriture, et essaye d'en faire son disciple. Réalisant la mégalomanie de son père et avec quel mépris il traite les habitants de ses Âges, Atrus se rebelle, ce qui poussera Gehn à essayer de le tuer, puis à l'enfermer à K'veer, où il n'y a qu'un livre de liaison vers le Cinquième Âge, Riven. Atrus rejoint Riven et y rencontre Catherine, que Gehn s'apprête à épouser. Mais Catherine tombe amoureuse d'Atrus. Pour arrêter les délires égocentriques de Gehn, Atrus et Catherine vont le piéger sur Riven en supprimant tous les livres de liaison de l'île, condamnant ainsi toutes les sorties de l'Âge.
Ensuite, Catherine rejoint Myst, qu'elle avait écrit en secret avec Ti'ana, et Atrus se jette avec le livre dans la Crevasse, une sorte de trou noir au cœur de l'île du temple. Il rallie Myst pendant sa chute, tandis que le livre continue de tomber, pour finir dans les mains de l'Étranger, ce qui amènera aux évènements couverts par le jeu Myst. 

#### Sa vie sur Riven
Incapable de retourner à D'ni, Gehn règne en tyran sur Riven, et beaucoup d'habitants souffrent de sa méchanceté. De plus, une enquête menée par Catherine à son retour sur Riven révèle que Gehn n'est pas complètement bloqué sur l'Âge : il a été suffisamment prévoyant pour s'assurer que ses Âges contiennent assez de matières premières pour élaborer des livres de liaison. Gehn a donc construit une fabrique de livres et exploite les habitants pour rassembler les matériaux nécessaires, engendrant ainsi pollution et déforestation sur son propre Âge. Cependant, les matériaux produits (encre et papier) étaient aussi imparfaits que son Écriture, rendant impossible la confection de livres de liaison traditionnels, contrairement à D'ni où l'encre et les livres vierges lui permettaient d'écrire des Âges. Reportant son échec essentiellement sur la qualité des matériaux, et pas sur ses compétences insuffisantes, il finit par construire un dispositif utilisant l'énergie géothermique de Riven pour faire fonctionner ses livres. Ceux-ci avaient en effet besoin d'une source d'énergie extérieure colossale pour être opérationnels. Gehn réussit ainsi à créer son 233e Âge, où il installe son bureau.
Le retour de Catherine sur Riven lui redonne l'espoir de revoir D'ni. Il l'emprisonne pendant quelques mois sur l'île de la prison, dans la souche de ce qui fut autrefois le grand arbre de Riven. Espérant le retour d'Atrus pour libérer Catherine, il est finalement piégé par l'Étranger. Gehn se retrouve alors prisonnier dans un livre prison jusqu'à la fin de sa vie.

#### Le culte de Gehn
Pendant son séjour de 33 ans sur Riven, Gehn se faisait passer pour un Dieu auprès des habitants. Il a cependant octroyé quelques faveurs à certains en les nommant à la tête des cinq guildes qu'il avait créé, semblables à celles présentes précédemment sur D'ni : 
- les constructeurs (builders)
- les éducateurs (educators)
- les conservateurs (maintainers)
- les topographes (surveyors)
- les fabricants de livres (bookmakers)

Aussi, comme tout tyran qui se respecte, Gehn donne aux habitants de Riven une version modifiée de son histoire : il affirme que c'est lui qui a précipité Atrus dans la Crevasse après avoir détruit tous les livres. Ceci lui permet d'affermir son emprise sur les habitants et de les convaincre de travailler pour lui en transformant le bois en papier. Dans la salle pivotante sur l'île du temple, on peut observer de nombreuses icônes représentant Gehn comme un dieu tout-puissant : il place son savoir élémentaire de fabrication de livres au rang de pouvoir divin. Il est également lui-même convaincu qu'il a créé les Âges qu'il écrit, alors que la culture D'ni définit l'Écriture comme l'Art de relier des Âges déjà existants. Il peut ainsi justifier son statut de créateur aux yeux des villageois.
Ce culte repose aussi sur la cruauté du personnage de Gehn, comme en témoigne la potence sur l'île du village, où les villageois dissidents étaient donnés en pature aux Wahrks. On remarquera que Gehn commandait la potence depuis les hauteurs de l'île, amplifiant encore l'image de sa suprématie sur ses "sujets". Cette cruauté est présente jusque dans l'école, où l'appareil pour apprendre à compter représente cette potence, avec un homme condamné à être mangé par un Wahrk.

### Gehn l'ancien
Gehn l'ancien, premier du nom, est seulement évoqué dans Le livre de Ti'ana. Il est le père de Kahlis. Et donc le grand-père d'Aitrus, l'arrière grand-père de Gehn, deuxième du nom, et l'arrière arrière grand-père d'Atrus, personnage principal des jeux vidéos Myst.

### Kahlis
Kahlis était le père d'Atrus premier du nom, et donc l'arrière-grand-père d'Atrus deuxième du nom.
Il vivait à D'ni avec sa femme Tasera et faisait partie de la guilde des géologues. Sa famille possédait l'Age de Ko'ah.
Lors de l'épidémie que Véovis et A'Gaeris lâchèrent sur D'ni, Kahlis insista pour rester dans la cité. Partant à sa recherche, Atrus le retrouvera sur un Age, mort de la maladie ainsi que tous ceux qui s'y trouvaient.

### Tasera
Tasera était la mère d'Atrus premier du nom, et donc l'arrière-grand-mère d'Atrus deuxième du nom.
Tasera vivait à D'ni avec son mari Kahlis et son fils Atrus. Ils accueillirent Ti'ana chez eux jusqu'à la fin tragique de la cité.
Lors de l'épidémie qui frappa D'ni, Tasera se réfugia sur l'Age de Gemedet avec Atrus, Ti'ana et Gehn tandis que Kahlis restait à D'ni. Dix jours furent accordés à Atrus pendant lesquels il resta en sécurité, puis il repartit pour, en autres, chercher son père. Avant même qu'il ne revienne pour annoncer sa mort, Tasera sentait que Kahlis n'était plus. Elle-même succombera peu après, prise de convulsions pendant qu'Atrus était en train de dépérir à cause de sa maladie. Elle sera enterrée sur Gemedet.

### Aitrus
Fils de Kahlis et de Tasera, Aitrus est un D'ni.
Il commence sa carrière comme aspirant de la guilde des géologues. Il est membre d'une expédition qui a pour but de creuser un tunnel jusqu'à la surface de la terre pour communiquer avec ses hypothétiques habitants. À l'occasion de cette expédition, Aitrus deviendra ami avec le législateur Kedri qui l'aidera par la suite et avec le jeune seigneur Véovis.
De retour de l'expédition, Aitrus gravira les échelons jusqu'à représenter sa guilde. C'est alors qu'Anna arrivera et qu'on demandera à Aitrus et sa famille d'héberger la jeune fille après son interrogatoire. Elle se liera peu à peu d'amitié avec Aitrus. Ils auront notamment en commun leur curiosité, leur vivacité d'esprit et leur passion pour la roche.
Au fur et à mesure qu'il se rapprochera d'Anna, Aitrus s'éloignera de Véovis. Sa carrière sera menacée lorsque le jeune seigneur apprendra qu'Aitrus enseignait en secret l'Écriture à Anna, mais il réussira à se sortir de ce mauvais pas grâce à Kedri.
Aitrus et Anna écriront ensemble l'Age de Gemedet, baptisé ainsi en l'honneur d'un jeu D'ni auquel ils aimaient jouer. Ils l'exploreront et se rapprocheront. Aitrus donnera à Anna un nom D'ni : Ti'ana, "la raconteuse d'histoires", car elle lui avait parlé de la mythologie de la surface. C'est également sur Gemedet qu'Aitrus demandera Ti'ana en mariage. Leur union rompra définitivement l'amitié d'Aitrus et de Véovis. Le couple aura un enfant : Gehn.
Aitrus mourut à l'issue de l'épidémie répandue sur D'ni par Véovis et A'Gaeris. Il avait été contaminé par les cadavres qu'il avait retrouvés, dont notamment celui de son père. Il luttera jusqu'au bout de ses forces pour aider Gehn et Ti'ana à rejoindre la faille du désert à la surface, où cette dernière avait grandi. Puis il décèdera en se rendant, pour piéger A'Gaeris, dans un Age créé par Véovis, rendu instable et mortellement dangereux.
C'est en la mémoire de son mari qu'Anna baptisera son petit-fils Atrus.

### Ti'ana
Ti'ana est la veuve d'Aitrus, la mère de Gehn et la grand-mère d'Atrus. Son vrai nom est Anna, Ti'ana est le surnom que lui avait donné son mari. Il signifie "la raconteuse d'histoires" : Anna avait en effet expliqué à Atrus la mythologie de son peuple.
Anna était une humaine qui a grandi avec ses parents dans le désert. Ils avaient aménagé leur logement dans une faille à l'abri de la chaleur. La mère d'Anna est morte quand celle-ci avait douze ans, d'une chute alors que la famille escaladait une falaise. Anna a continué de vivre avec son père jusqu'à ce qu'il meure, à ses dix-huit ans. C'est de son père qu'Anna tient sa curiosité de ce qui l'entoure et sa passion pour la roche.
Le premier contact indirect d'Anna avec D'ni s'est fait du vivant de son père. Ils avaient découvert ensemble un étrange cercle de sable et de pierres rangées par taille. Le père d'Anna disait que c'était comme si on avait agité la terre avec un tamis géant. En fait, cela venait du creusage du puits vertical des D'ni destiné à les relier à la surface.
Après le cercle, Anna et son père découvrirent une caverne. Pendant que ce dernier l'attendait à l'entrée qu'ils avaient aménagée, la jeune fille commença à explorer la grotte. Elle y préleva une étrange matière rouge d'origine inconnue, qui semblait artificielle. Cette hypothèse était exacte : il s'agissait d'une matière fabriquée par les D'ni pour consolider leurs galeries.
Peu après cette exploration, le père d'Anna mourut. Elle décida de quitter la faille, mais avant cela, elle voulut essayer de percer le mystère du cercle et de la grotte. Cachant son chariot, qui contenait ses livres, ses journaux intimes et les cendres de ses parents, elle s'aventura dans la caverne. Elle y trouva deux gigantesques machines et se perdit dans le réseau de galeries qui, elle ne le savait pas encore, avait été creusé par les D'ni. Finalement, ils la capturèrent.
Au début, les D'ni considéraient cette "étrangère" comme un être sauvage, hostile et incapable d'intelligence. Les hautes autorités comptaient l'interroger et s'en débarrasser en l'envoyant dans un Age carcéral. Mais Anna commença à les surprendre en maîtrisant bien vite leur langue. Après son interrogatoire où elle répondit honnêtement aux questions, elle logea dans la famille d'Atrus premier du nom. Elle devint amie avec lui, mais sembla plus intéressée par le jeune seigneur Véovis qui recherchait sa sympathie.
Au fur et à mesure qu'Aitrus se rapprochait d'Anna, il s'éloignait de Véovis. D'ailleurs, Véovis ne considérait pas vraiment Aitrus comme mauvais, il pensait que Ti'ana avait une forte influence sur lui. Sa rupture avec Aitrus, déjà entamée quand Véovis sut qu'Aitrus apprenait l'Écriture à Anna, acheva de se consumer quand Aitrus et Anna se marièrent. Ils s'étaient déclaré leur amour sur Gemedet, un Age qu'ils avaient créé ensemble et sur lequel ils faisaient des expéditions pour l'explorer. Plus tard, Ti'ana et Aitrus eurent un enfant : Gehn.
Ti'ana avait à peu près quarante-sept ans lors du déclin de D'ni. Les prémices de la catastrophe s'annoncèrent lorsque Véovis et A'Gaeris provoquèrent des attentats sur la cité. Ti'ana, qui était partie chercher Gehn à l'internat où il étudiait pour le mettre à l'abri, aperçut Véovis camouflé dans la foule et le poursuivit. Elle arriva à l'Age où il complotait avec A'Gaeris et Suarnhir. Elle échafauda un plan pour détruire les livres-relais qui permettaient aux criminels de gagner les lieux de leurs attentats alors que, pendant ce temps-là, ces derniers capturaient Aitrus. Finalement, Ti'ana réussit à contrecarrer leur plan et à libérer son mari.
Après ces évènements, Véovis fut condamné à mort. Mais Ti'ana fit ce que Genh lui reprochera par la suite amèrement, accusant sa mère d'avoir précipité la fin de D'ni : elle s'opposa à l'exécution du jeune seigneur qui fut finalement enfermé dans un Age spécialement conçu pour lui. Aidé par A'Gaeris, il réussit à lâcher sur D'ni le gaz mortel qui aura raison de la prestigieuse cité. Cette catastrophe et ses conséquences coûtent la vie à Aitrus et ses parents. Anna part vivre avec Gehn dans la faille du désert où elle a passé son enfance.
Les évènements cités précédemment sont tirés de Myst : le Livre de Ti'ana. Les suivants sont racontés dans Myst : le Livre d'Atrus.
Des années plus tard, Gehn, qui vit toujours dans la faille avec Ti'ana (redevenue Anna) a un fils avec la jeune Keta qui meurt pendant l'accouchement. Le père du bébé part sans même avoir pris son enfant dans ses bras et sans lui avoir donné de nom. Anna prend son éducation en charge, une éducation similaire à celle qu'elle a eue de son père, et lui donne le prénom de Atrus, en mémoire de son défunt mari.
Le jeune Atrus vit donc une existence paisible avec sa grand-mère dans le désert. Elle développe son esprit et il devient aussi curieux qu'elle. Mais un jour, Gehn réapparaît et exige de reprendre son fils. Anna avait déjà parlé à Atrus de la légende de Ti'ana, mais c'est Gehn qui révèle au garçon qu'Anna et Ti'ana sont la même personne. Gehn coupe Atrus de tout contact avec Anna, car il lui en veut terriblement et ne veut pas qu'elle influence Atrus.
Des années plus tard, pendant le conflit entre Atrus et Gehn, Anna joue un rôle dans l'ombre. Elle aide Catherine à créer l'Age de Myst et participe donc à la défaite de Gehn avant de s'installer sur Myst avec Atrus, Catherine et leurs fils Sirrus et Achenar.
Dans le jeu "realMyst", on peut apercevoir une plaque portant le nom de Ti'ana derrière la cabane. On ne pouvait pas la voir dans Myst car le déplacement était beaucoup moins libre.

### Keta
Pour les articles homonymes, voir Keta.
Keta a été la compagne de Gehn. Elle est morte en donnant naissance à leur fils Atrus. Tourmenté par ces évènements, Gehn quittera la faille où il vivait avec sa mère Ti'ana, sans même s'occuper du bébé.

### Catherine
Rivenienne épouse d'Atrus, mère de Sirrus, Achenar et Yeesha. Elle est l'auteur de l'âge de Serenia. Elle a aussi écrit Myst avec Ti'ana.

## Saavedro
Saavedro est un habitant de Narayan, l'âge de l'équilibre. Il part à la recherche de Sirrus et Achenar qui ont pillé son monde. Saavedro restera prisonnier 20 ans sur l'âge de J'nanin, piégé par les deux fils d'Atrus. Il finira par s'échapper et se vengera en volant Releeshahn à Atrus.
Le jeu Myst III tourne autour de ce personnage et de sa vie, on le retrouve à la fin du jeu prisonnier dans son monde natal à cause d'un champ de force qu'il n'arrive pas à désactiver. Il faudra par ailleurs se concentrer et faire appel à tous ses sens pour ne pas activer une des mauvaise fin du jeu : dans l'une fin il tue l'Etranger (personnage du joueur), dans une autre il s'enfuit en jetant Releeshan dans le vide, dans une autre encore on peut s'enfuir en le laissant prisonnier (ce n'est pas très fairplay et donc peu recommandé) ; la bonne fin est celle où l'on a pu faire en sorte de récupérer le précieux livre d'Atrus et renvoyer Saavedro chez lui auprès de sa femme et de sa fille.
On retrouve Saavedro dans le jeu vidéo Myst III : Exile en référence aux 20 ans d'errance de Saavedro. Saavedro est alors incarné par l'acteur américain Brad Dourif.

## Veovis
Veovis est un D'ni du même âge qu'Aitrus. C'est le fils du prince Rakeri et un excellent scribe. 
Durant son adolescence, Veovis et Aitrus ne se connaissaient pas vraiment. Veovis fut envoyé par son père pour voir comment se passait l'expedition qui avait pour but de créer un tunnel vers la surface de la Terre. Lors de l'ouverture du tunnel, un cataclysme se produisit, entraînant l'effondrement du tunnel. Veovis, pris dans l'éboulement, fut alors sauvé par Aitrus. Alors Veovis eut une dette envers Aitrus et des liens d'amitié s'installèrent entre eux. 
Durant plus de 20 ans ils furent inséparables, jusqu'à ce qu'Anna arrive à D'ni. Veovis fit preuve de xénophobie envers elle. C'est à cette époque que Veovis écrivit son Âge Ader Jamet. Veovis proposa aux 5 princes d'envoyer Anna dans un Âge carcéral. Aitrus ne fut pas d'accord et, grâce à son père, Kalhis, Anna fut logée chez eux.
À cause de la présence de Anna, une Terrienne dans D'Ni, un froid s'installa entre Veovis et Aitrus. Aitrus voulait épouser Anna et, pour cela, il devait avoir la permission des 5 princes. Veovis s'y opposa, mais Aitrus lui rappela sa dette éternelle. Veovis dut donc accepter le mariage.
Par l'intermédiaire d'un de ses amis, il rencontra A'gaeris, dit le philosophe. A'gaeris s'allia à Veovis, mais mit en place un plan en utilisant Aitrus pour envoyer Veovis en prison. Le philosophe le délivra de son Âge carcéral. Veovis eut alors une haine totale envers D'ni, car il avait été injustement fait prisionnier. Il provoqua alors (avec l'aide de A'gaeris) des attentats dans toute la ville. Anna l'aperçut dans la rue et le suivit jusqu'à son repaire. Il fut arrêté une seconde fois. Cette fois-ci les 5 princes voulurent exécuter Veovis mais Anna s'y opposa. On créa (sur sa proposition) un Âge carcéral où Véovis fut emprisonné et on brûla le Livre.
Mais A'gaeris effectua le lien dans le monde carcéral, ce qui lui permit de laisser un Livre de liaison pour permettre à Veovis de s'échapper. Alors ils décidèrent de detruire D'ni : il créerent un nuage biologique qu'ils propagèrent via les systèmes d'aération de D'ni. Ils envoyèrent ensuite des cadavres contaminés dans les Âges ou s'étaient réfugiés les rescapés, propageant ainsi la mort dans ces Âges.
Veovis écrivit le plus grand Âge après le livre monde de Ri'Neref : Ederat. A'Gaeris voulait s'y installer et se nommer dieu de ce monde. Veovis refusa, car cela était contraire au grand Art. Alors le philosophe le poignarda dans le dos. Aitrus entendit gémir Veovis et trouva son ami agonisant. Veovis mourut dans ses bras mais il donna un relais à Aitrus qui lui permit de contrecarrer les plans de A'gaeris.

## A'Gaeris
A'Gaeris est connu à D'ni dans la ville basse sous le pseudonyme du Philosophe. Il a été renvoyé de sa guilde pour avoir volé des Kortee'nea. Il écrit des pamphlets et influence grandement la population de la ville basse. Il rencontre dans un bar Véovis par l'intermédiaire d'un ami commun.
A'Gaeris est le plus grand faussaire de tous les temps, il est capable d'imiter toutes les écritures possibles. Il monte de toutes pièces de fausses preuves qui permettent au conseil D'ni d'accuser Veovis du meurtre de deux aspirants (En réalité, ceux-ci ont été tués par A'Gaeris). Véovis est alors emprisonné sur un âge carcéral. A'Gaeris écrit un relais à cet âge et le délivre ce qui décupla chez Véovis une haine envers D'ni. Cependant Véovis est capturé une seconde fois grâce à Ti'ana. Il est emprisonné dans un âge dont les D'ni décident de brûler le livre. A'gaeris crée un relais à cet âge avant qu'il soit entièrement détruit. Il libère Veovis.
Puis A'Gaeris décide de détruire D'ni et ensuite de s'installer dans un âge parfait, que Véovis créa : Ederat. Pour détruire D'ni ils créent un mélange biologique avec plusieurs virus. Cela donne un gaz biologique annihilant toutes vies à son contact. Ils mettent ce mélange dans les systèmes d'aération de D'ni, ce qui provoque la mort de la population en quelques minutes, sauf ceux qui réussissent à s'enfuir dans les âges. A'Gaeris et son complice Véovis entreprennent d'envoyer tous les cadavres possibles vers les âges. Mais ils se disputent violemment. En effet, A'Gaeris veut être le dieu de Ederat or Veovis s'y oppose car cela est contraire à la morale D'ni. A'Gaeris poignarde alors son ancien allié. Aitrus entend les gémissements de Veovis et vient à sa rencontre. Veovis lui explique tout. A'gaeris kidnappe pendant ce temps Anna et Gehn et les conduit à Kveer. Aitrus est trop faible pour les poursuivre, alors Veovis agonisant lui donne un relais vers Nidur Gemat où se trouve un relais pour Kveer. Atrus parvient à se relier à K'Veer. Il trouve un K'Veer Ederat et le modifie de façon que l'âge se détruise lui-même.
A'Gaeris voit Aitrus et lui propose d'échanger sa femme contre Ederat mais Aitrus s'y relie et le philosophe fait de même. Ils meurent brûlés dans de la lave en fusion.

## Esher
Esher est un D'ni qui a survécu à l'effondrement de son civilisation, et est l'antagoniste de End of Ages. Tout au long du jeu, il apparaît au joueur, offrant des conseils et donnant des informations sur l'histoire des différents âges. Esher avertit le joueur de ne pas faire confiance à Yeesha, suggérant qu'elle a demandé au joueur le déverrouillage d'une puissante tablette afin de s'approprier son pouvoir. Si le joueur choisit de donner la tablette à Esher cela lance l'une des «mauvaises» fins du jeu et Esher révèle qu'il souhaite utiliser la tablette, pour contrôler une puissante race de créatures, appelée Bahro, pour ses buts personnels, et le joueur se retrouve bloqué sur l'âge de Myst. La meilleure fin du jeu est celle où Esher est remis au peuple Bahro, pour être jugé pour ses crimes. Esher est doublé par David Ogden Stiers, qui a reçu des éloges pour sa performance.